# Charlie Heat
Ernest Brown (Woodbury, 10 de novembro de 1989), mais conhecido pelo nome artístico de Charlie Heat, é um compositor e produtor musical norte-americano. Em 2015, ele foi contratado pela gravadora G.O.O.D. Music e no ano seguinte ficou famoso por trabalhar no disco The Life of Pablo de Kanye West, projeto indicado ao Grammy Award de Melhor Álbum de Rap.